# Hermann Dröse
Hermann Dröse (* 19. Februar 1880 in Minden; † 4. Juni 1957 ebenda) war ein deutscher sozialdemokratischer Politiker.

## Leben
Hermann Dröse wurde 1923 vom Rat der Stadt Minden zum Beigeordneten in der Verwaltungsleitung der Stadtverwaltung Minden gewählt. Dies war das bis dahin höchste Amt, das ein Sozialdemokrat in Minden erreicht hatte.
Dröse war vor dem Beginn der nationalsozialistischen Herrschaft Arbeitsamtdirektor in Minden. Nach seiner Entlassung aus dem Amt war er zunächst freiberuflich tätig und wurde später Kaufmann. Nach dem Ende des Zweiten Weltkrieges wurde er Regierungsrat.
Im Jahr 1946 gehörte er dem Provinzialrat für Westfalen an und war 1946 und 1947 Mitglied des ernannten Landtages von Nordrhein-Westfalen.
Dröse war nach dem Zweiten Weltkrieg bis 1952 für die SPD Mitglied des Rates der Stadt Minden. Vom 23. Mai 1945 bis 1948 und von 1950 bis 1952 war er stellvertretender Bürgermeister der Stadt Minden.
Im Jahr 1957 wurde er zum Ehrenbürger von Minden ernannt.